# شما
شما إحدى قرى مركز أشمون التابع لمحافظة المنوفية بجمهورية مصر العربية.

## التاريخ
ذكر محمد رمزي في كتابه القاموس الجغرافي للبلاد المصرية أن شما من القرى القديمة واسمها الأصلي «شمما»، حيث ذكرها ابن الجيعان في كتابه «التحفة السنية بأسماء البلاد المصرية»، أنها من الأعمال المنوفية، وأن مساحتها 770 فدان. كما ذكر رمزي أيضًا أن اسمها ورد في «قوانين ابن مماتي» وفي «تحفة الإرشاد»، ثم أدغم اسمها مع الوقت، فأصبح «شمَّا».

## السكان
بلغ عدد سكان شما 22,172 نسمة، حسب الإحصاء الرسمي لعام 2006.